# 萌妻食神
《萌妻食神》（英語：Cinderella Chef），2018年中國大陸古装架空电视剧。本剧改编自网络作家紫伊281所著的同名小说，由徐志賢、种丹妮领衔主演，腾讯视频于2018年4月23日首播。台灣由LiTV 線上影視、CHOCO TV、KKTV首播。马来西亚 与文莱由dimsum 首播。

## 播出时间
| 频道          | 所在地区 | 首播日期       | 播映时间                                      | 备注     |
| ------------- | -------- | -------------- | --------------------------------------------- | -------- |
| 腾讯视频      | 中国大陆 | 2018年4月23日  | 每周一－周三20：00更新两集，VIP会员提前看下周 |          |
| CHOCO TV      | 臺灣     | 2018年4月23日  | 每周一－周三22：00更新两集                    |          |
| KKTV          | 臺灣     | 2018年4月23日  | 每周一－周三22：00更新两集                    |          |
| LiTV 線上影視 | 臺灣     | 2018年         |                                               |          |
| 八大第一台    | 臺灣     | 2019年         |                                               |          |
| dimsum        | 马来西亚 | 2018年10月11日 | 全56集 上线                                   |          |
| 香港開電視    | 香港     | 2019年7月2日   | 星期一至五晚上21:30-22:25                     |          |
| 愛爾達影劇台  | 臺灣     | 2022年11月7日  | 星期一至五 17:00 - 19:00                      | 兩集連播 |

## 劇情介紹
热爱制作美食的少女叶佳瑶被土匪抢上黑风寨，并嫁给了黑风寨的三当家的夏淳于；而夏淳于的真实身份是靖安侯世子爷，朝廷派出的卧底。黑风寨被攻破后，两人因误会而失散，叶佳瑶女扮男装来到京城，凭借精湛的厨艺打下了京城的美食江山，成为京城饮食界的霸主。而夏淳于与叶佳瑶在黑风寨失散后才发现自己早已陷入这段感情，两人在京城重逢之后，捲入奪嫡事件，克服了重重困难，与叶佳瑶终成眷属。

## 演员列表

### 領銜主演
| 演員   | 角色                          | 介紹 | 香港配音 |
| 徐志賢 | 夏淳于                        | 拂衣公子→黑風寨三當家→ 「十步殺一人，千里不留行。 事了拂衣去，深藏身與名。」，江湖上人稱拂衣公子。黑风寨三當家，真实身份是靖安侯世子爷，朝廷派出的卧底，机缘巧合之下叶佳瑶成了他的“压寨夫人”（蠢驴<葉佳瑤專屬權>）。两个完全陌生的人突然成了夫妻，相处起来不免磕磕绊绊，直到逐渐了解了彼此的身份，两人又重新认识并接纳对方，一段美好的爱情故事就此展开，由于二人身份的特殊性也让他们的爱恋有了诸多可能。 →靖安侯世子→ 靖安侯 在裕王被政治陰謀扁為庶人，為救裕王，重回京城靖安王府（夏氏）。恢復世子身分，無意中藉著赫連景，於餐館尋至叶佳瑶，但叶佳瑶因黑風寨事件，懷恨於心不願與其相認 。後與瑤瑤間的感情也是磕磕絆絆，之後又成了世子、後又世襲靖安侯。瑤瑤為了阻止裕王，不意與其再次穿回現代，瑤瑤為了夏淳于，十年後再次自現代穿回古代，終於相守終生。 請參見黑風寨。 請參見靖安侯府（夏氏）。 | 陳啟熾   |
| 种丹妮 | 叶佳瑶 葉瑾萱（叶佳瑶／李堯） | 葉家大小姐→黑風寨三當家夫人→世子夫人→靖安侯夫人 叶佳瑶是一位現代女子，厨艺高超、幽默又大胆，在無意的空間穿越中，與跳崖的葉瑾萱意識融合，並且佔據主意識。她从初到异地的懵懂，一路奋斗至主厨重职，后更是成为引领一时美食风潮的领衔人物，（瑤瑤〈夏淳于專屬權〉）。因裕王血洗黑風寨一事中，失去許多重要朋友，也誤會夏淳于是幫兇，身心受到巨大打擊，導致一度失去味覺。在味覺恢復过程中，叶佳瑶（李堯）不仅要面对厨艺上的挑战，现代经营策略古代运用的创新与磨合，同时也要和厨师、老板、达官贵人、普通食客等各色人等打交道，與夏淳于之間的感情也是磕磕絆絆，之後又成了世子夫人，也有了他的孩子（後成死胎）。為了阻止裕王，不意與其再次穿回現代，為了夏淳于，十年後，於恰當時機。再次穿回古代，終於相守終生。 請參見黑風寨。 請參見葉氏。 請參見靖安侯府（夏氏）。                                      | 陳雪瑩   |

### 黑風寨
| 演員   | 角色                          | 介紹 | 香港配音 |
| 赵健   | 白崇业                        | 黑風寨大當家。生性多疑，但重情重義，非常相信夏淳于，后为救夏淳于甘愿牺牲自己。 | 楊耀泰   |
| 肜耀忠 | 盛武                          | 黑風寨二當家。生性耿直。與夏淳于不對盤，最終死於自己乾兒子彭五毒手中。 |          |
| 甲丁   | 彭五                          | 二當家的乾兒子，與二當家年齡差距不大。因二當家對夏淳于極不信任，在其背後作謀士用言語蠱惑，再設局誣陷夏淳于，從中挑撥。离开黑风寨后坏事做尽，并且投靠赫連煊，后期被其杀死。                                                                    |          |
| 馬昆   | 前三當家                      | 黑風寨前三當家，因遭誣陷被白崇業給予毒酒，中毒身亡。 |          |
| 潘時七 | 姜月                          | 黑風寨前三當家夫人，因白崇業誤會三當家背叛而流產，後裝瘋學習馭蛇術欲報仇，失敗後在臨死之際詛咒白崇業及黑風寨。 |          |
| 徐志賢 | 夏淳于                        | 拂衣公子→黑風寨三當家→ 請詳見領銜主演。 請參見靖安侯府（夏氏）。 |          |
| 种丹妮 | 叶佳瑶 葉瑾萱（叶佳瑶／李堯） | 葉家大小姐→黑風寨三當家夫人→ 請詳見領銜主演。 請參見葉氏。 請參見靖安侯府（夏氏）。 |          |
| 柴格   | 小沈總 宋七                   | 小沈總 現代財團少東家，是一位叶佳瑶欲請求商投的潛在投資者。 宋七 黑風寨最忠誠的貼身家僕，實質上負責照顧三當家夫婦起居。因外貌與現代的沈總一模一樣，葉佳瑤總是用"小沈總"稱呼，宋七則轉称呼叶佳瑶其为奶奶。黑風寨攻破後為救叶佳瑶不幸中箭身亡。 |          |
| 劉源   | 馬成龍                        | 黑风寨四當家，死於新義堂丁棄之手。 |          |
| 高基才 | 何中寶                        | 黑风寨五當家，被新義堂阿炳誤殺。 |          |
| 陳景煬 | 陳陽                          | 黑風寨六當家，曾在葉秉懷身邊臥底實則裕王派去白崇業身邊的臥底，多次幫助夏淳于，最後為掩飾夏淳于身分自行死於他刀下。 | 陳漢祺   |
| 陽蕾   | 九爺／九妹                    | 與葉秉怀串謀私吞珍珠，陷害前三當家好讓自己全身而退，計謀被拆穿後，狗急跳牆大意死於官兵槍矛之下。 | 王夢華   |
| 程茉   | 盛盛                          | 五當家何中寶的妹妹，與桑桑共同幫助葉瑾萱管理擁翠閣。後因驚嚇過度，逃跑時不慎掉入井中身亡。 |          |
| 周俐葳 | 桑桑                          | 四當家馬成龍的姐姐，與盛盛共同幫助葉瑾萱管理擁翠閣。於黑風寨一戰中被沒死的新義堂手下一劍刺死。 | 王夢華   |
| 榮梓杉 | 白珍珠                        | 大當家白崇业之獨子，人小鬼大，稱夏淳于和葉瑾萱為義父和義母，後披著白崇業的披風被新義堂的人誤認為是白崇業，而被毒箭射死。 |          |

### 新義堂
| 演員   | 角色   | 介紹 | 香港配音 |
| 張奕聰 | 丁棄   | 新義堂堂主。喜歡上穿越後的葉瑾萱（葉佳瑤）。手下铁英被白珍珠误杀，但误会是夏淳于所杀，于是与黑风寨结仇。白崇业为杀死丁弃，攻击他的箭上涂有毒液。为了保命，丁弃砍下中箭的左手。后来因为新義堂被灭，与裕王合作歼灭黑风寨，但最后被裕王手下赫連煊所杀。 | 陳漢祺   |
| 李博   | 鐵英   | 丁棄左右手，被黑風寨白珍珠誤殺。 |          |
| 陶輝   | 阿炳   | 喜愛糖葫蘆，曾幫助過葉佳瑤傳訊息給夏淳于。因彭五向丁棄獻計陷害夏淳於時，看到他的臉，後被黑風寨彭五情急之下滅口。 |          |
| 趙明辰 | 劉殺雞 | 為青樓女子背叛丁棄二次，心有所愧後為丁棄擋劍而亡。 |          |
| 張超景 | 雀神   | 丁棄手下，好打麻將。受丁棄委託與嚴大人交涉鹽引的事情，但只見到假扮成嚴大人的夏淳于，拿到假的鹽引。後來被黑風寨的人刺殺身亡 |          |

### 魏氏、葉氏
| 演員   | 角色   | 介紹 | 香港配音 |
| 侯传杲 | 魏千钧 | 魏流江的父親，年經時愛幕葉瑾萱的母親；查明葉瑾蓉非葉家大小姐身份後，轉收葉瑾萱為乾女兒；後被官貶至南境，間接促讓葉瑾萱至京城投親無門。 |          |
| 宋涵宇 | 魏流江 | 同叶瑾蓉綁走叶瑾萱去黑風寨當寨夫人，與叶瑾蓉結為夫妻。後東窗事發，被父親逼迫休棄葉瑾蓉。                                               | 張振熙   |
| 冯鹏   | 叶秉怀 | 葉瑾萱和葉瑾蓉的父親。因假新娘之事東窗事發，被魏千鈞移送衙門、逼迫其休棄葉寧氏。                                                       | 黎家希   |
| 蒋林珊 | 叶寧氏 | 葉瑾蓉的生母，葉瑾萱的繼母。後被葉秉懷休棄。                                                                                           | 梁瑞芬   |
| 种丹妮 | 葉瑾萱 | 葉家大小姐，跳崖時，被另界穿越過來的葉佳瑤意識融合，並且主意識亦被其佔據。 請詳見領銜主演。 請參見黑風寨。 請參見靖安侯府（夏氏）。    | 陳雪瑩   |
| 辛雨锡 | 叶瑾蓉 | 葉瑾萱同父異母之妹。串通土匪綁走葉瑾萱，並與魏流江結為夫妻。後被魏家休棄。                                                             |          |
|        | 王媽   | 葉瑾蓉的乳娘，受丁棄之託，揭發葉瑾蓉假冒葉家大小姐之名以嫁娶豪門之身份。                                                               |          |

### 靖安侯府（夏氏）
| 演員        | 角色                          | 介紹 | 香港配音 |
| 王海地      | 夏拙峰                        | 靖遠將軍→靖安侯 夏淳于的父親。因年輕時在戰爭中遇險，偶然得寒凝公主相救。對寒凝公主相當專情，至今念念不忘。不喜夏尤氏三番兩次設計夏淳于。 |          |
| SNH48李藝彤 | 寒凝                          | 西敏國最受寵愛的小公主，夏淳于的母親，在夏淳于出生當天，被西敏國主戰派派出的刺客刺殺身亡。 |          |
| 劉敏        | 尤文貞（夏夫人）              | 靖安侯府夫人，夏尤氏，夏淳于的繼母，太子一派，時常替太子獻計陷害裕王，同時處心積慮想除掉夏淳于，讓親生兒子當世子。 |          |
| 徐志賢      | 夏淳于                        | 拂衣公子→靖安侯世子→ 靖安侯 是西敏國小公主（寒凝）與靖安侯（夏拙峰）所生之子。 請詳見領銜主演。 請參見黑風寨。 |          |
| 付柔美琦    | 青柳 素心                     | 青柳，夏淳于小時候喜歡的通房丫鬟，後被夏夫人陷害遭活活打死。 素心，在葉瑾萱嫁至夏府後的搶來的貼身ㄚ環，是夏夫人安排到男、女主身邊，挑撥並陷害男主的角色。 |          |
| 种丹妮      | 叶佳瑶 葉瑾萱（叶佳瑶／李堯） | 葉家大小姐→黑風寨三當家夫人→世子夫人→靖安侯夫人 請詳見領銜主演。 請參見黑風寨。 請參見葉氏。 |          |
| 李岱昆      | 夏淳風                        | 夏淳于同父異母的弟弟,個性溫和斯文、單純善良，崇拜夏淳于，興趣是木雕，自知資質平庸，從不作非分之想，無心朝廷鬥爭，但總是被強勢的母親趕鴨子上架，喜歡琉璃郡主，常替她跑腿，後來與她成親。後來與小雅勾搭上，並與小雅有了孩子，間接喝下琉璃給小雅喝的毒湯，中毒身亡。 |          |
| 于歆童      | 琉璃郡主（招娣）              | 小宮女→琉璃郡主 請參見皇室。 |          |

### 皇室
| 演員       | 角色                | 介紹 | 香港配音 |
| 趙錦燾     | 皇帝                | 登基前，被懷疑為奪嫡殺了被看好的兄長相王。登基後，因裕王為相王之子，對裕王心存芥蒂，不甚重視他。 |          |
| 蔡樂       | 鄭鳴燮              | 太子，做盡壞事，被皇帝廢了太子之位。 |          |
| 盛冠森     | 科研員 裕王／鄭鳴玉 | 現代科學家，此生以一個好人活著。唯一遺憾是研究十年的時光機被教授剽竊，心生輕生之念，與葉佳瑤無意中一起穿越至古代，但到達古代的時間，卻早其五年，成為五皇子裕王鄭鳴玉。五皇子裕王鄭鳴玉，為相王與宮女所生，並非當朝聖上骨肉，因為皇帝始終並沒有相信自己而自殺。 科學家因為五皇子裕王的死及身份和自己的孤獨而變得貪婪，並假冒他一直以裕王身分做著諸多壞事。鳴玉從小與夏淳于交好，心機深沉，後派夏淳于去黑風寨當臥底，找機會暗中潛入黑風寨大當家白崇業的私庫，盜取密函，卻後來試圖篡位利用未來之物引發宮變，最終失敗。氣憤之際欲殺夏淳于，葉佳瑤為救夏淳于，意外與科研員（裕王）一齊再次穿回現代後，科研員卻變成了瘋子。 |          |
| SBFIVE Bas | 鄭鳴珈              | 十二皇子／晉王。後晉任下一位皇帝之位。 |          |
|            | 永王                | 十七皇子。一場無心之過，間接幫助太子激起皇上對裕王的猜忌，害裕王被貶為庶人。 |          |
| 朱新凡     | 楊太博              | 十七皇子的老師，聽命於太子。 |          |
| 梁又琳     | 長公主              | 皇帝的姐姐，琉璃郡主的皇姑姑，與亡夫(赫連家的一位堂叔)膝下一女誕於軍營，因先天不足七歲就夭折，把酷似亡女的小宮女當作自個兒女兒（琉璃郡主）而疼愛；當看清琉璃郡主的本性，崩駕前命其不得參加自個兒葬禮。 | 王夢華   |
| 于歆童     | 琉璃郡主（招娣）    | 小宮女→琉璃郡主 喜歡夏淳于，後自請嫁給夏淳風，想著不能嫁他，看著也是好的。原名招娣,已被賜死,但受靖安侯府夫人幫助,假死並竄改生辰八字成為琉璃郡主,深受長公主喜愛；在外人面前囂張跋扈，在靖安侯府夫人面前只能沉默溫順；夏尤氏死後，更是陰謀算盡，欲使其婢女小雅胎死腹中，卻陰錯陽差害死自己的丈夫，為了脫罪得夏淳于幫助宣稱病歿，追封為懿德公主。卻遇上鄭鳴玉，與其合謀拆散夏淳于與葉佳瑤。 請參見靖安侯府（夏氏）。 | 楊樂瑤   |
| 陳嘉佳     | 小雅                | 琉璃郡主的貼身侍女，愛慕夏淳風，後來有了夏淳風骨肉，在夏淳風中毒身亡後接著喝下毒湯。 |          |

### 其他演员
| 演員        | 角色   | 介紹 | 香港配音 |
| 赵露思      | 柳依依 | 表面上與夏淳于交好，但私下喜歡夏淳于。虽非常喜欢夏淳于，但对方心里已经有了别人，選擇退出，嫁给出自書香門第的趙公子。                                                     | 楊樂瑤   |
| 田重        | 郭冰   | |          |
| 黄世亮      | 严大人 | 魏千鈞的手下，負責與新義堂交涉鹽引之事，後被裕王暗算身亡。 |          |
| 彭京粉      | 严夫人 | 嚴大人的妻子，好打麻將。和丈夫一同被暗算身亡。 |          |
| 杨程茗      | 高达   | 接替嚴大人的職位，後因意圖輕薄葉佳瑤，被丁棄所殺。 |          |
| 许占伟      | 薛晋   | 三江會大當家，在一場與白崇業的和事酒上，與盛武聯手想置夏淳于與白崇業於死地，失敗後反遭刺殺身亡。                                                                         |          |
| 孫良君      | 赫連煊 | 將軍，赫連景的兄長，見風轉舵的牆頭草，後來被葉佳瑤成功策反裕王，為保護弟弟死於叛軍刀下。                                                                                 |          |
| 陳宥維      | 赫連景 | 在京城中具有「金舌頭」之美譽,落難時與葉佳瑤同吃同睡,成為好朋友,相處之餘慢慢喜歡上她,被葉佳瑤拒絕後，機緣遇到阿阮（西敏國公主），後來與阿阮成婚。                         |          |
|             | 格木   | 西敏國王，夏淳于之母，與寒寧公主為一母所出之兄長，夏淳于的舅舅。 |          |
| SNH48李藝彤 | 阿阮   | 西敏國公主，西敏國王的獨生女，與情投意合的赫连景在西敏國成婚。 | 高可慧   |
| 高宇蓁      | 榮夫人 | 京城第一神廚，曾食神比賽蟬連五屆，喜歡「小鮮肉」，把畢生掌勺心得「隨園食話」贈予葉佳瑤。其夫婿疑似同葉佳瑤一樣，是穿越而來的現代人（其實是其公公才是穿越而來的現代人）。 |          |
| 白錦鉑      | 鍾祥   | 天上居掌櫃，會開鎖，在天上居對面開有一間鎖店；賞識葉佳瑤的廚藝，將其留於天上居做大廚。                                                                                   |          |
| 田猛        | 劉其勝 | 天上居前大廚，愛用鞭子打人；得知赫連景的身份後，怕被發現虐待赫連景而要殺人滅口，故被掌櫃開除；後彭五以家人威脅他在食神大賽中陷害葉佳瑤，為了家人安危自殺於牢中。         |          |
| 王子銘      | 孟云   | 裕王忠心的手下，死於西敏士兵亂刀下。 |          |
|             | 江培德 | 皇帝身邊的太監。 |          |

## 网络剧原声带
| 曲序 | 曲目               | 演唱   |
| ---- | ------------------ | ------ |
| 1.   | 相望（片头曲）     | 李琦   |
| 2.   | 大侠（片尾曲）     | 高伟然 |
| 3.   | 情痴（插曲）       | 徐志贤 |
| 4.   | 光年（插曲）       | 徐志贤 |
| 5.   | 红尘梦（插曲）     | 李琦   |
| 6.   | 戏言（插曲）       | 马吟吟 |
| 7.   | 隐匿的盛宴（插曲） | 马吟吟 |
| 8.   | 醉深情（插曲）     | 马吟吟 |
| 9.   | 相信的意义（插曲） | 种丹妮 |
| 10.  | 说服（插曲）       | 马吟吟 |
| 11.  | 想（插曲）         | 李琦   |
| 12.  | 茵梦（插曲）       | 李琦   |
| 13.  | 开张歌（插曲）     | 森朵   |

## 電視節目的變遷
| 香港 香港開電視 星期一至五 21:30 - 22:25 | 香港 香港開電視 星期一至五 21:30 - 22:25     | 香港 香港開電視 星期一至五 21:30 - 22:25 |
| ---------------------------------------- | -------------------------------------------- | ---------------------------------------- |
|                                          | 萌妻食神 （2019年7月2日 - 2019年8月30日）    |                                          |
| 玩家 （2019年5月31日 - 2019年7月1日）    | 開封府傳奇 （2019年9月2日 - 2019年11月20日） |                                          |

| 臺灣 愛爾達影劇台 星期一至五 17:00 - 19:00（兩集連播）       | 臺灣 愛爾達影劇台 星期一至五 17:00 - 19:00（兩集連播） | 臺灣 愛爾達影劇台 星期一至五 17:00 - 19:00（兩集連播） |
| ------------------------------------------------------------ | ------------------------------------------------------ | ------------------------------------------------------ |
|                                                              | 萌妻食神 （2022年11月7日－2022年12月14日）             |                                                        |
| 瑯琊榜（重播） （第1－5集） （2022年11月2日－2022年11月4日） | 離人心上 （2022年12月15日－2023年1月9日）              |                                                        |